# Vermicelli- & Macaronifabriek Jos Bauduin

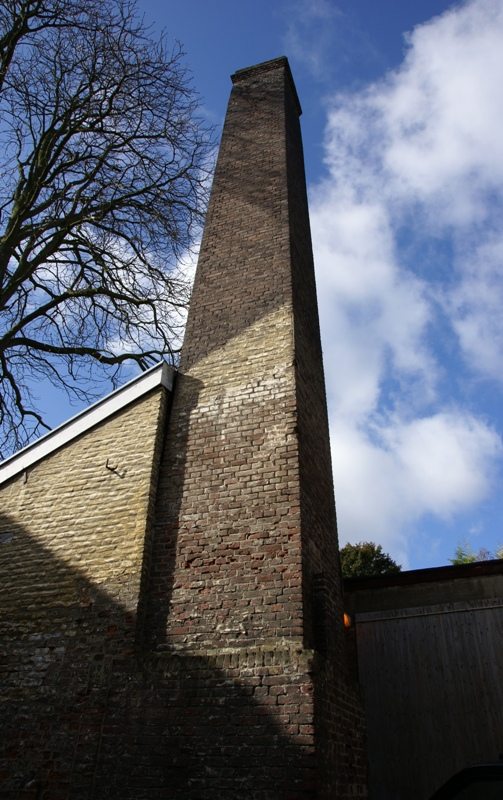
Schoorsteen van de voormalige fabriek.

De Vermicelli- & Macaronifabriek Jos Bauduin was een pastafabriek en familiebedrijf in het centrum van de Nederlandse stad Maastricht. Het fabrieksterrein tussen de Grote Looiersstraat en de eerste middeleeuwse stadsmuur in het Jekerkwartier is tussen 2016 en 2020 ontwikkeld tot een nieuw woongebied, Looiershof, waarbij alleen de schoorsteen uit 1857 als aandenken aan het industriële verleden bewaard bleef.

## Geschiedenis
In Maastricht waren in de negentiende eeuw meerdere vermicelli-fabrikanten gevestigd. De oudste was waarschijnlijk Maastrichtsche Vermicelli- en Macaronifabriek v/h Pagnier fils & Co., die bestond van 1840 tot 1967. Daarnaast was er de Firma Chs. Fles, gelegen aan de Grote Looiersstraat 22. Die fabriek werd in 1903 door de Maastrichtse burgemeester Petrus Bauduin overgenomen. Hij voerde de productie van vermicelli op en zijn opvolger Jos Bauduin breidde uit met de productie van macaroni en spaghetti. De eigen merken "Stella", "Lions Brand", "Bauduin's Vermicelli" en "San Lorenzo" werden in de loop der jaren bekende namen. Tot in 1993 heeft de fabriek onder leiding van directeur Edmond V.P.C. Bauduin geproduceerd.
In 1993 besloten de broers Bauduin de productie te staken, maar het fabriekscomplex bleef nog jaren bestaan. De plaatselijke politiek wilde het terrein graag gebruiken voor sociale woningbouw, een jarenlange procedure hield dat echter tegen. Het terrein met fabriekshallen en de merkwaardige vierkante schoorsteen uit 1857 bleef tot 2013 eigendom van de erven Bauduin.
In 2013 werd een plan gepresenteerd voor de bouw van een parkeergarage en aanvankelijk 45 stadswoningen op het Bauduinterrein. Later werd dit aantal teruggebracht naar 36. Volgens het ontwerp bleef alleen de schoorsteen uit 1857 behouden. In 2016 was de sloop van de bestaande bebouwing afgerond en werd gestart met de aanleg van de parkeergarage en de bouw van de 24 luxe-appartementen en 12 stadsvilla's. Bij de sloop werden enkele tientallen meters van de veldzijde van de eerste middeleeuwse stadsmuur in het verlengde van het Klein Grachtje blootgelegd en gerestaureerd. Het project Looiershof werd in 2020-2023 fasegewijs opgeleverd.
Looiershof in 2024

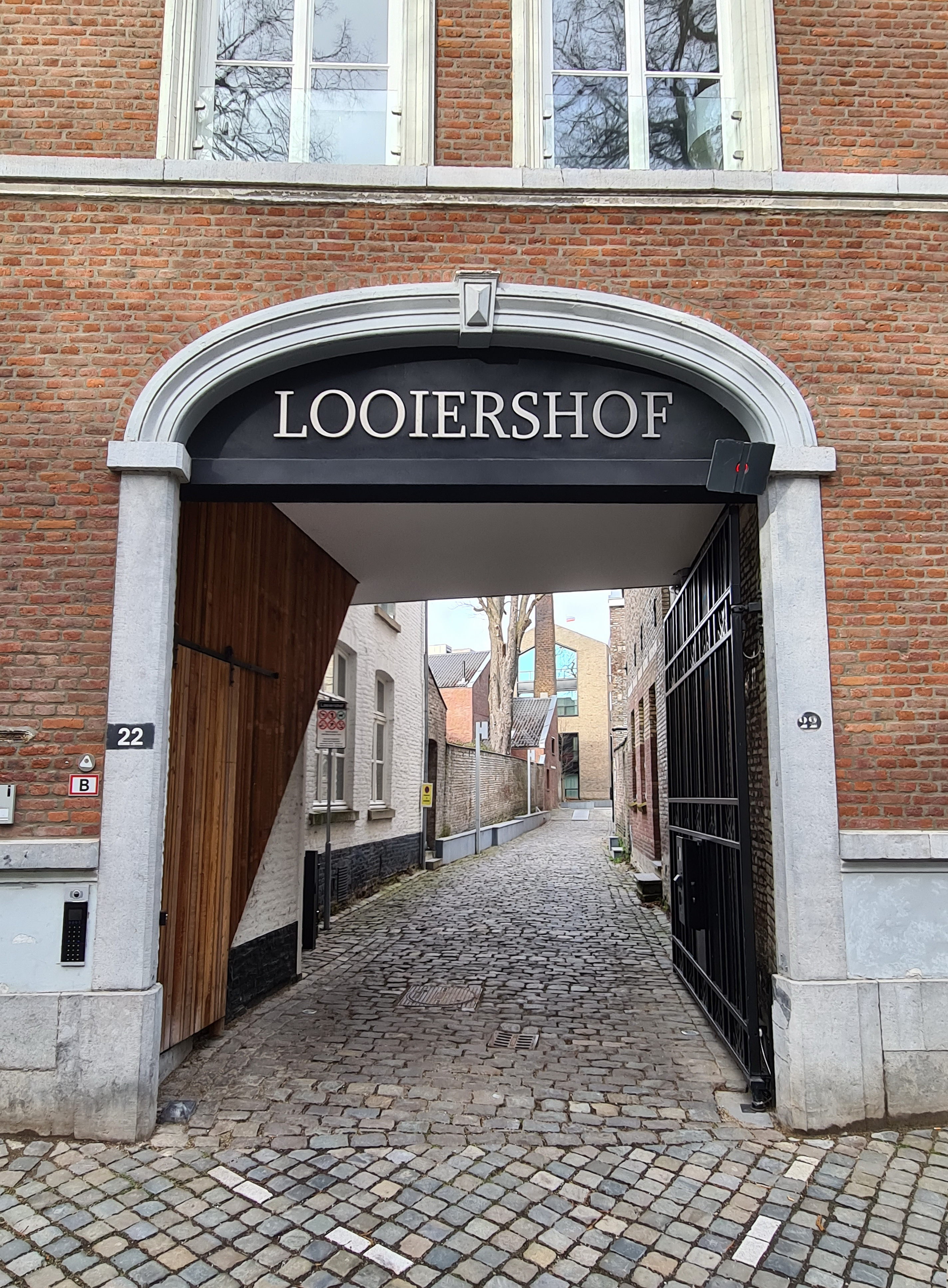
Poort Grote Looiersstraat 22
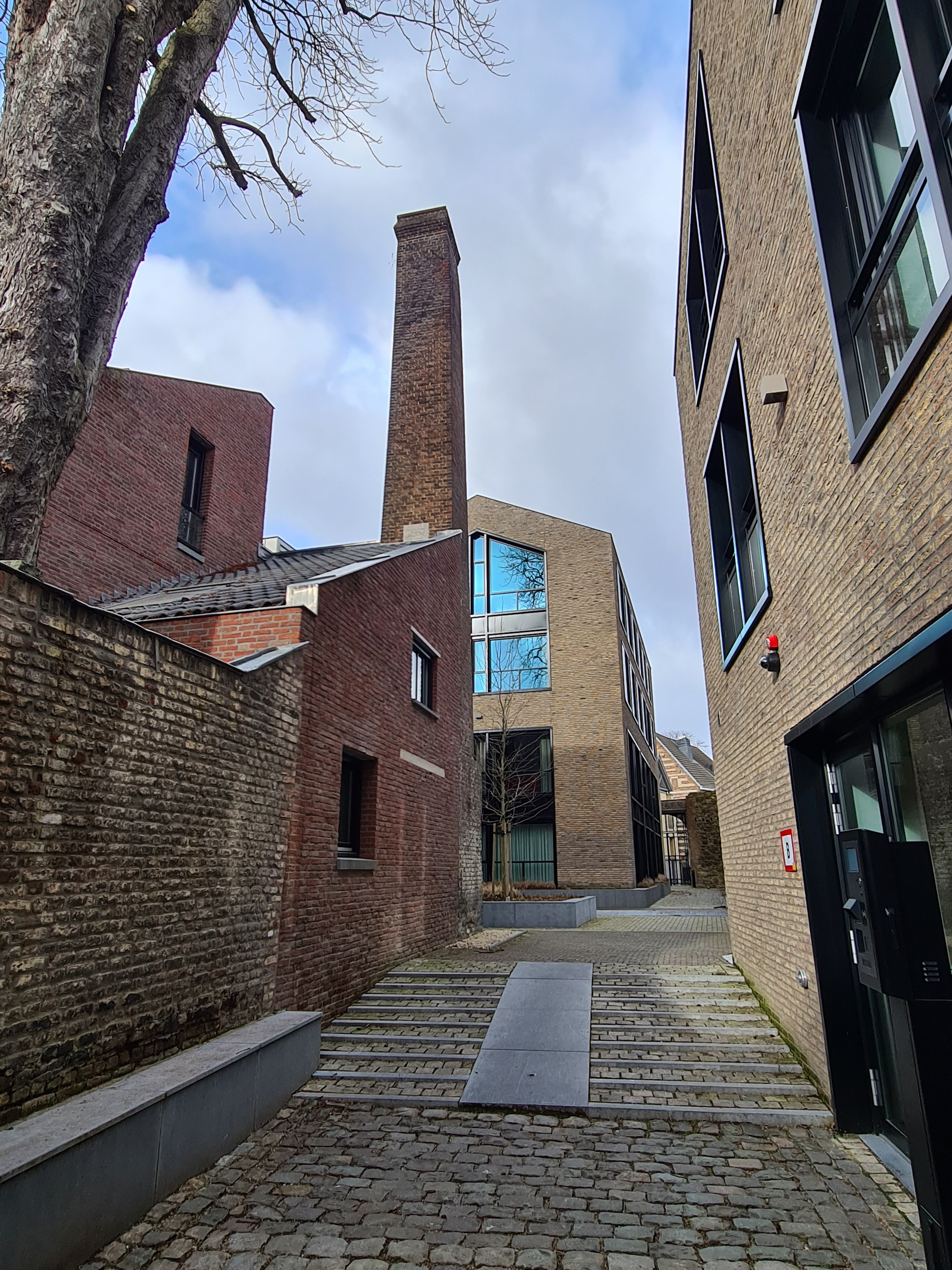
Toegangsstraatje
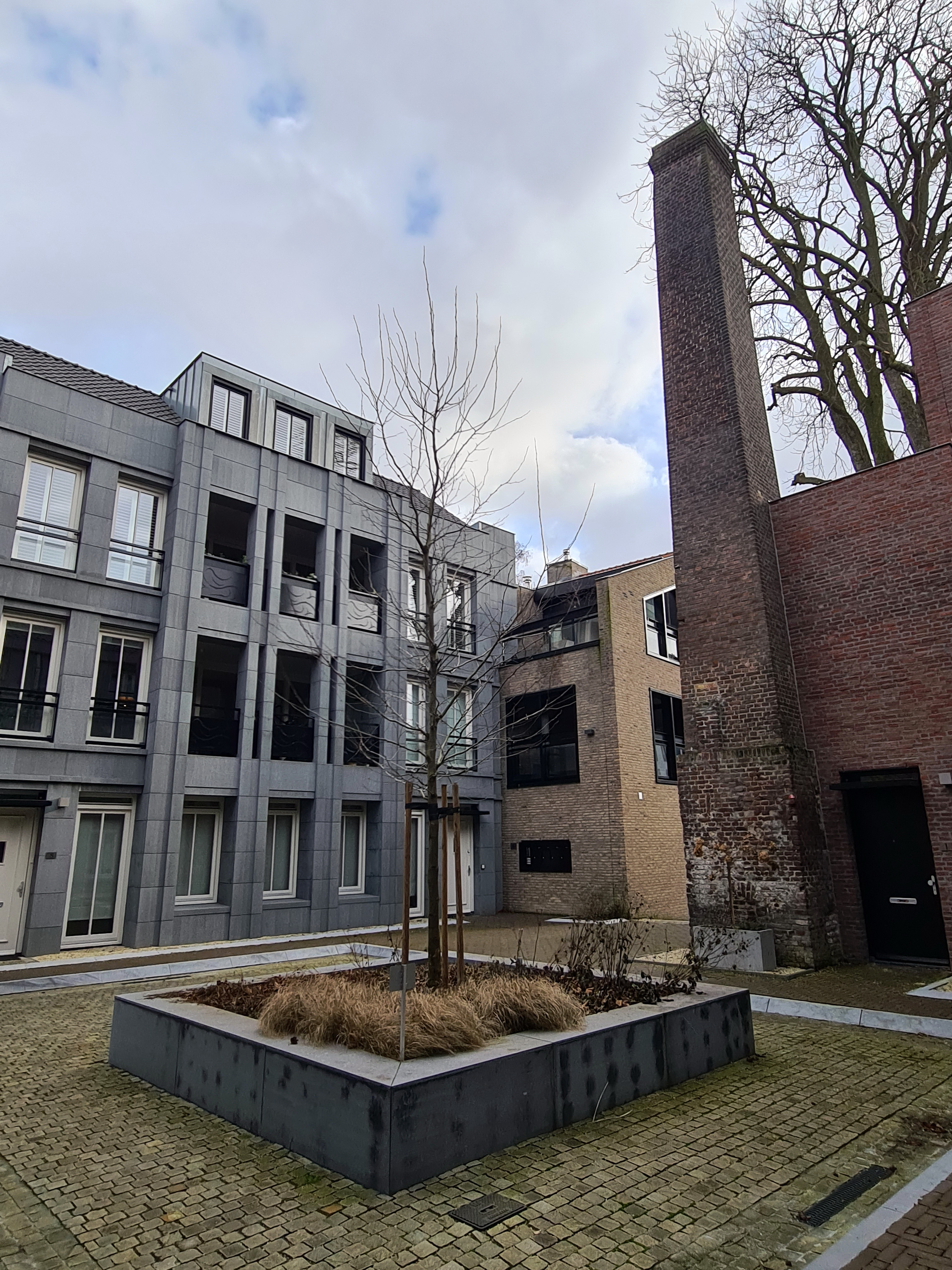
Pleintje met schoorsteen
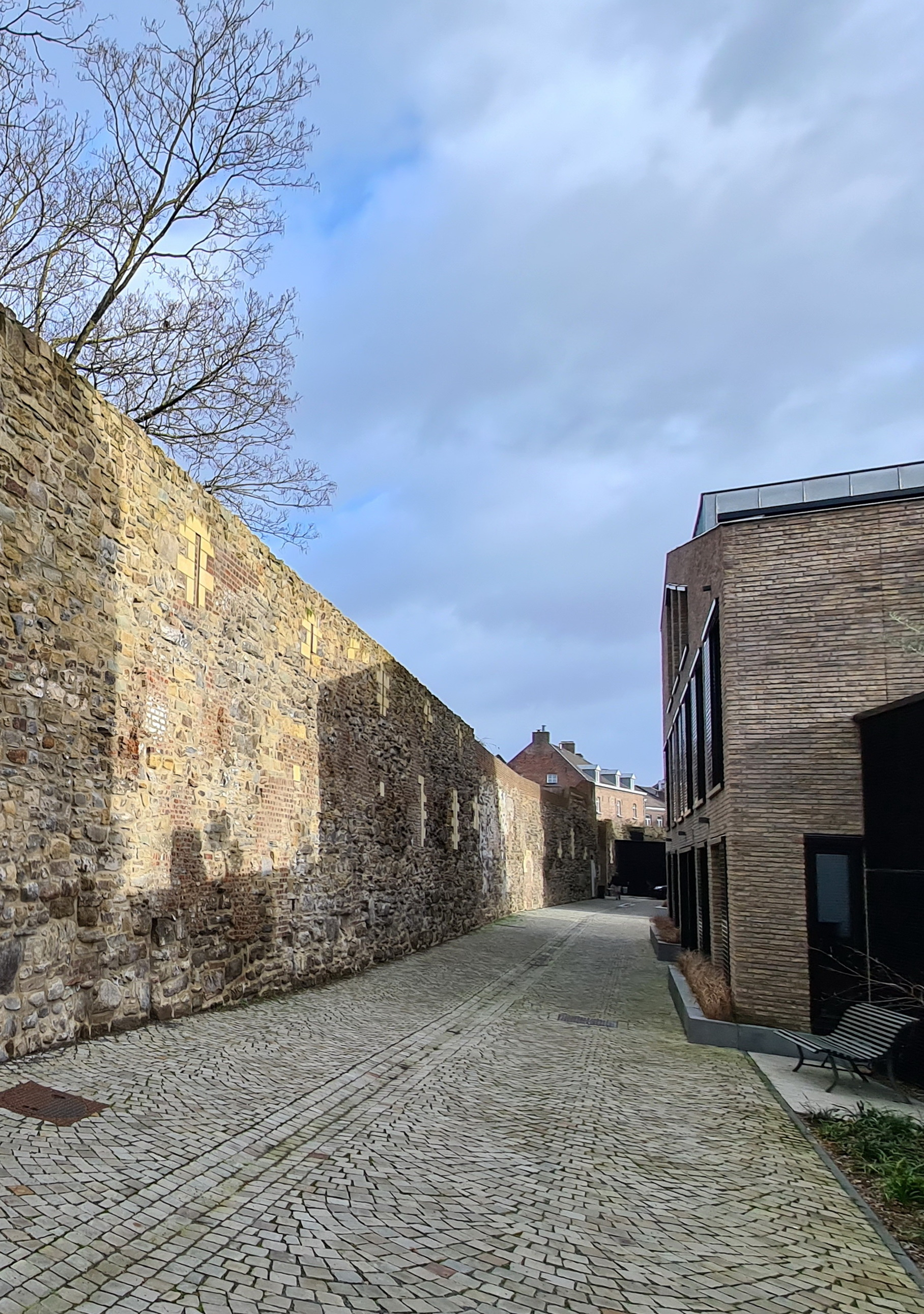
Gerestaureerde stadsmuur